# Petronela Drozdowska
Petronela Drozdowska, född 1767, död 1812, var en polsk skådespelare och operasångare, aktiv 1784-1807. 
Hon var dotter till ämbetsmannen Ignatius Drozdowski i Litauen. Hon debuterade i Grodno 1784 och var 1785-90 engagerad i Vilnius. Hon var sedan aktiv på nationalteatern, Warszawa livet ut. Hon uppträdde i början ofta som subrett, men blev på sin tid på nationalscenen berömd för sina modersroller. Hon gjorde också ofta mindre roller inom opera. Hon hade ett mycket gott rykte på grund av sitt goda minne och arbetsmoral och beskrivs som högljudd, med en naturlig begåvning och populär trots sin starka lantliga accent. 